# Cornelius Vermeule
Cornelius Clarkson Vermeule III, né le 10 août 1925 et mort le 27 novembre 2008, connu sous le nom de Cornelius Vermeule, est un spécialiste américain de l'art ancien et conservateur de l'art classique au Museum of Fine Arts de Boston, de 1957 à 1996. Il est également connu comme numismate. Il utilise également utilisé les pseudonymes de Wentworth Bunsen, Isao Tsukinabe et Northwold Nuffler.

## Biographie
Il naît à Orange, dans le New Jersey, le 10 août 1925, de Cornelius Clarkson Vermeule II. Il entre à l'université Harvard en 1943, année où le suicide de son père et l'escalade de la Seconde Guerre mondiale l'incitent à s'engager dans l'armée américaine.
Vermeule épouse l'archéologue Emily Dickinson Townsend (en) en 1957. Celle-ci est une érudite classique et la Doris Zemurray Stone Professor à l'université de Harvard. Cornelius Vermeule est le père d'Emily Dickinson Blake « Blakey » Vermeule (en), professeur d'anglais à l'université de Stanford, et d'Adrian Vermeule (en), professeur de droit à la Harvard Law School.
Dans l'armée, il étudie le japonais et est envoyé sur le théâtre du Pacifique, où il reste au Japon après la guerre en tant qu'expert linguistique, atteignant le grade de capitaine. Il obtient son BA à l'université de Harvard en 1947 et son MA en 1951 sous la direction de George M. A. Hanfmann (en). Il obtient son doctorat à l'université de Londres en 1953.
De 1953 à 1955, il enseigne les beaux-arts à l'université du Michigan. De là, il passe au Bryn Mawr College en tant que professeur d'archéologie jusqu'en 1957, date à laquelle il est nommé conservateur des collections classiques du musée des Beaux-Arts de Boston. La même année, il se marie. Pendant qu'il travaille au musée, Vermeule est également chargé de cours en beaux-arts au Smith College. Il reçoit une bourse Guggenheim en 1969.
Vermeule prend la direction du Musée des beaux-arts dans les années 1970. Son mandat de conservateur est marqué par l'achat de deux grands vases représentant la chute de Troie et la mort d'Agamemnon, d'un portrait romain d'un vieil homme et d'une double hache minoenne en or. Il forme plusieurs conservateurs, dont Marion True (en) du J. Paul Getty Museum et Carlos Picon.
Il décède à l'âge de 83 ans à Cambridge, au Massachusetts, le 27 novembre 2008, des suites d'un accident vasculaire cérébral.

## Ouvrages
- (en) Norman Jacobs et Cornelius C. Vermeule, Japanese Coinage, Numismatic Review, 1972 (lire en ligne).
- (en) Cornelius C. Vermeulen, A Bibliography of Applied Numismatics in the Fields of Greek and Roman Archaeology and the Fine Arts, Londres, Spink & Son Ltd., 1956.
- (en) Cornelius C. Vermeulen, European Art and the Classical Past, Harvard University Press, 1964, 206 p. (ISBN 9780674269507).
- (en) Cornelius C. Vermeule, Numismatic art in America : aesthetics of the United States coinage, Whitman Pub, 2007 (ISBN 978-0-7948-2274-3).
- (en) Cornelius C. Vermeule et Norman Neuerberg, Catalogue of the Ancient Art in the J. Paul Getty Museum: The larger statuary, wall paintings and mosaics, J. Paul Getty Museum, 1973.
- (en) Cornelius C. Vermeule, Greek sculpture and Roman taste : the purpose and setting of Graeco-Roman art in Italy and the Greek Imperial East, University of Michigan Press, 1977 (ISBN 0-472-08940-4).
- (en) Cornelius C. Vermeulen, The cult images of imperial Rome, Bretschneider, 1987 (ISBN 88-7689-013-0).
- (en) Cornelius C. Vermeule, Art and archaeology of antiquity, Pindar Press, 2001- (ISBN 1-899828-10-9)